# Трістан Коскор
Трістан Коскор (ест. Tristan Koskor, нар. 28 листопада 1995, Тарту) — естонський футболіст, нападник клубу «Нарва-Транс» і національної збірної Естонії.

## Клубна кар'єра
Народився 28 листопада 1995 року в місті Тарту. Вихованець юнацьких команд місцевих футбольних клубів «Тарту Олімпія» та «Таммека».
У дорослому футболі дебютував 2012 року виступами за другу команду останнього клубу, а в головній команді «Таммеки» почав грати у 2015 році. Захищав її кольори протягом більшої частини 2010-х. У цей період також встиг пограти за «Пайде» та ісландський  «Філкір».
2022 року захищав кольори «Флори», після чого грав на Кіпрі за «Пейю». 
До складу клубу «Нарва-Транс» приєднався 2023 року. Забивши в сезоні 2023 року 16 голів, став найкращим бомбардиром турніру.

## Виступи за збірні
Протягом 2016–2018 років залучався до складу молодіжної збірної Естонії. На молодіжному рівні зіграв у 3 офіційних матчах.
2019 року провів дві гри за національну збірну Естонії.

## Титули і досягнення
- Найкращий бомбардир Чемпіонату Естонії (1):

«Нарва-Транс»: 2023